# فيليكودولينسكي (أوديسكا)
فيليكودولينسكي (Великодолинське) هي مدينة في مقاطعة أوديسكا في أوكرانيا.
يبلغ عدد سكانها حوالي 11240   نسمة.